# Гейко, Юрий Васильевич
Ю́рий Васи́льевич Ге́йко (28 августа 1948, Москва, СССР) — российский журналист, член Союза писателей России и Союза кинематографистов России, лауреат премий «Лучший журналист России» (1995), «Автомобильный журналист России» (2003), кандидат в мастера спорта по автоспорту.

## Биография и научные занятия
Окончил Московский автомеханический институт (МАМИ), Литературный институт им. Горького. В армии служил офицером — начальником автотракторной службы ракетной площадки в Казахстане. По мотивам службы в армии написал повесть «Сайга», которую считает самым своим значительным художественным произведением: в ней описан трагический случай, произошедший во время незаконной охоты на сайгаков военнослужащими СА, заготовлявшими мясо для своей части. Работал инженером-испытателем на АЗЛК, каскадёром на киностудии, приёмщиком в автосервисе, корреспондентом газеты «Комсомольская правда». Наибольшую известность именно как автомобильный журналист получил в начале 2000-х, когда в «КП» вёл вместе с Вячеславом Варёновым рубрику «Автоликбез», которая позже стала его фирменной — и в «Российской газете», и, позже — на «Авторадио». Жена — актриса Марина Дюжева (с 4 февраля 1983), двое сыновей: Михаил (род. 9 октября 1983) и Григорий (род. 28 августа 1986).
Юрий Гейко — участник кругосветного автомобильного путешествия в 1989 году «Караван Колумбов», объехал Земной Шар примерно по 40-й параллели за рулём «Москвича-2141», который потом много лет стоял в музее АЗЛК, пока завод не разворовали. За это путешествие получил статус «Почётного гражданина г. Колумбуса» (столицы штата Огайо в США). Вторую кругосветку на автомобиле «КИА Спектра» Ижевского производства Юрий Гейко совершил в 2006 году.
Автор книг в области автомобильной публицистики, сценариев. Победитель Всероссийского конкурса журналистов «Золотой Гонг-2005» в номинации «Результативность публикации».
3 февраля 2011 года разместил в своём форуме обращение к своему бывшему сослуживцу Валентину Юмашеву. В нём Юрий Гейко в жёсткой форме раскритиковал итоги деятельности руководителей страны за последние два десятилетия. По утверждению Гейко от публикации этого письма без встречного комментария Юмашева ранее отказалась Новая Газета, где он в то время работал обозревателем.

## Сочинения
Художественные:
- «Сайга», повесть. М., Новый мир, № 10, 1980.
- «Истопник „Российских далей“» (повесть).[2]

## Рассказы
| - Когда моих котов называют кошками, меня передёргивает - Хронометраж в ночную смену - Урок литературы - Левый третий опасный - Точки на снегу - На колодце - Запахи детства - Женщина в белой «восьмёрке» (или немного эротики) |

Публицистика:
- Как за рулём и выжить, и удовольствие получить. М., 1996
- Автоликбез. СПб, 2000.
- Автоликбез (в соавторстве с Вячеславом Варёновым). М., 2002.
- Автоэнциклопедия. М., 2006.
- Автоликбез. М., 2009.
- Кайф на колёсах. М., 2009.
- Водительское мастерство и безопасность. М., 2009.
- Как нас обманывают. М., 2009.
- Женщина за рулём и прочая чертовщина. М.,2009.
- Кое-что из истории. М., 2009.
- Зима. М., 2009.
- Советы в чистом виде. М., 2009.
- Путешествия. М., 2009.
- Мои друзья, мои герои. М., 2009.
- Автоликбез. М., 2010.
- Автоликбез-2. М., 2010.
- Дураки, дороги и другие особенности национального вождения. М., 2011.
- Моя любовь — автомобиль. М., 2011
- Лёгкий способ бросить дурить. За рулём. М., 2016